# Joan Ganyet i Solé
Joan Ganyet i Solé   (la Seu d'Urgell, 21 d'octubre de 1946) és un arquitecte i polític català, militant del PSC.

## Biografia
És llicenciat en arquitectura per l'Escola Tècnica Superior d'Arquitectura de Barcelona. Ha participat en la redacció de l'estudi Política Territorial a l'Alt Pirineu (1980), encarregat per la conselleria de Política Territorial i Obres Públiques de la Generalitat de Catalunya. També ha participat en congressos i seminaris sobre alta muntanya.
És membre del Grup d'Estudis Municipals a la Seu d'Urgell, cofundador del Grup d'Estudis de l'Alt Pirineu, co-organitzador des del 1973 de Comunicació actual, a la Seu d'Urgell. El 1976 formà part del consell de redacció de La Seu d'Urgell i és membre de la coordinadora de la Societat Catalana d'Ordenació del Territori. També fou membre del Grup Polític Conflent i s'afilià al PSC. També ha estat membre d'Òmnium Cultural, dels Grups de l'Alt Pirineu (GAP), del Congrés de Cultura Catalana i de l'Ateneu de l'Alt Urgell.
A les eleccions municipals de 1979 fou escollit tinent d'alcalde de la Seu d'Urgell (1979-1983). A les eleccions al Parlament de Catalunya de 1980 fou elegit diputat per Lleida, i fou reelegit successivament a les eleccions al Parlament de Catalunya de 1984, 1988, 1992 i 1995. Dins del Parlament de Catalunya ha estat membre de la comissió d'Agricultura, Ramaderia i Pesca i de la Comissió d'Alta Muntanya. Ha estat vicepresident de la Federació de Municipis de Catalunya.
A les eleccions municipals de 1983 fou elegit alcalde de la Seu d'Urgell, càrrec que va ocupar fins al 2003. També ha estat senador per la circumscripció de Lleida (2000-2002) elegit a la candidatura Entesa Catalana de Progrés. Va renunciar al càrrec el 3 de setembre de 2002, sent substituït per Josep Maria Batlle.